# Julian Draxler
Julian Draxler, född 20 september 1993 i Gladbeck, är en tysk fotbollsspelare som spelar som offensiv mittfältare för Al Ahli i Qatar Stars League. Han har även representerat det tyska landslaget.

## Klubbkarriär
När Draxler var sex år gammal började han spela fotboll i BV Renfort. Följande säsong började han spela för SSV Buer 07/28 innan han som åttaåring flyttade till Schalke 04 och spelade sig igenom deras ungdomslag ända upp till A-laget. Draxler gick på Heisenberg Gymnasium men Schalkes före detta tränare Felix Magath lyckades övertyga Draxlers föräldrar om att eftersom Draxler skulle komma att spela fotboll på toppnivå de kommande 20 åren så behövde han satsa mer på fotboll än på skolan. Magath tog med Draxler på A-lagets träningsläger i Turkiet vintern 2011 efter att Draxler övertygat i Schalkes U19-lag, där han spelade alla tolv matcher och gjorde sju mål under hösten.
Den 15 januari 2011 debuterade Draxler i Bundesliga mot Hamburg. Han var då 17 år och 117 dagar och blev därmed den fjärde yngsta spelaren någonsin att spela i Bundesliga. Tre dagar efter debuten skrev han på ett professionellt kontrakt med Schalke fram till 30 juni 2014, men kontraktet började gälla först i september då Draxler fyllde 18 år. En vecka senare gjorde han sitt första mål för Schalke i en kvartsfinalmatch i DFC Cup mot Nürnberg. Det stod 2–2 när Draxler blev inbytt i den 116:e minuten och bara 3 minuter senare gjorde han det avgörande 3–2-målet som tog Schalke till semifinal. Draxlers första mål i Bundesliga kom den 1 april 2011 mot St. Pauli.
Den 31 augusti 2015 värvades Draxler ligakonkurrenten VfL Wolfsburg och skrev på ett 5-årskontrakt. Han gjorde sitt första mål för klubben i UEFA Champions League-mötet mot ryska CSKA Moskva den 15 september 2015. Inför säsongen 2016/2017 uttryckte Draxler sin vilja att lämna klubben.
Den 3 januari 2017 skrev Draxler på ett 4,5-årskontrakt för franska mästarna Paris Saint-Germain. Han debuterade i Franska cupen den 7 januari 2017 i en 7–0-vinst över Bastia, där han byttes in i andra halvlek och även gjorde sitt första mål. Den 14 januari 2017 debuterade Draxler i Ligue 1 i en 1–0-vinst över Rennes, där han återigen gjorde mål.
I maj 2021 förlängde Draxler sitt kontrakt i Paris Saint-Germain med tre år. Den 1 september 2022 lånades han ut till Benfica på ett säsongslån.
Den 18 september 2023 värvades Draxler av den qatariska klubben Al Ahli, där han skrev på ett tvåårskontrakt. Den 7 januari 2025 förlängde han sitt kontrakt med klubben med tre år. 

## Landslagskarriär
Den 9 augusti 2011 gjorde Draxler mål i sin debut för Tyskland U21 mot Cypern U21 i en kvalmatch för U21 Europamästerskapet i fotboll 2013. Den 26 maj 2012 spelade Draxler sin debut för Tyskland i en förlust med 5–3 mot Schweiz. Han ersatte Lukas Podolski i den 62:a minuten.

### EM 2012
Den 7 maj 2012 nämndes Draxler för första gången i Joachim Löws tyska 23-man trupp inför EM 2012.
Tyskland hamnade i grupp B tillsammans med Portugal, Danmark och Nederländerna. Tyskland vann gruppen med totalt nio poäng efter tre vinster. Tyskland vann sin första match mot Portugal med 1–0 den 9 juni efter ett mål av Mario Gómez i den 72:a minuten. De vann mot Nederländerna med 2–1 den 13 juni efter två gjorda mål, igen av Mario Gómez i den 24:e och 38:e minuterna. Tyskland vann sin sista gruppspelsmatch mot Danmark med 2–1 den 17 juni med ett mål av Lukas Podolski i den 19:e minuten och ett mål av Lars Bender i den 80:e minuten. Tyskland och Portugal gick vidare från gruppen och Danmark och Nederländerna åkte ut ur turneringen. Tyskland gick vidare till kvartsfinal och vann mot Grekland med 4–2 efter ett mål av Philipp Lahm i den 39:e minuten, ett mål av Sami Khedira i den 62:a minuten, ett mål av Miroslav Klose i den 68:e minuten och ett mål av Marco Reus i den 74:e minuten. Tyskland gick vidare till semifinal men förlorade mot Italien med 2–1 efter två mål av Mario Balotelli i den 20:e och 36:e minuterna. Tyskland fick dock en straff i den 92:a minuten som Mesut Özil satte.
Draxler var en ut av två tyska spelare som inte spelade en match i hela turneringen.

### VM 2014
I VM 2014 fick Julian Draxler hoppa in i en match. Turneringen avslutades med guld för de tyska herrarna och blev därmed världsmästare.

### Confederations Cup 2017
17 juni till 2 juli 2017 i Ryssland hölls den tionde upplagan av FIFA Confederations Cup. Draxler var kapten under hela turneringen och det avslutades med guld för de tyska världsmästarna. Julian tilldelades även priset "player of the tournament".

## Spelstil
Draxler påminner mycket om Michael Ballack och Thomas Müller, rörlig, envis och med ett bra skott. Han är dessutom tvåfotad. Draxler kan bli utplacerad på en rad positioner såsom offensiv mittfältare, yttermittfältare eller som central mittfältare.